# Grete Natzler
Grete Natzler, właściwie Margarete Natzler, pseudonim Della Lind (ur. 19 czerwca 1906 w Wiedniu, zm. 10 czerwca 1999 w Key West) – austriacka aktorka teatralna i filmowa, sopranistka operowa.

## Życiorys
Grete była córką aktorki Lilli Meissner i Leopolda Natzlera (1860–1926) aktora i śpiewaka operowego. Dwie z jej młodszych sióstr również były aktorami i śpiewaczkami. Alice Maria występowała pod pseudonimem Lizzi Natzler, a Hertha Natzler pod własnym nazwiskiem. Była kuzynką popularnego aktora Alfreda Reginalda Natzlera, zwanego Reggie Nalder.
Swój debiut sceniczny miała w 1927 roku w Wiener Stadttheater. W 1929 roku zadebiutowała w filmie niemym. Wraz z nadejściem ery filmu dźwiękowego zwiększyło się zapotrzebowanie na aktorki potrafiące śpiewać i z odpowiednią dykcją. Kręciła w Berlinie i Paryżu, gdzie grała głównie drugoplanowe role w komediach, w których również śpiewała. Wiosną 1932 roku wróciła na scenę teatru i wystąpiła w sztuce Casanova. Po przejęciu władzy przez nazistów w 1933 roku wyjechała do Londynu. Tam dostała główną rolę w filmie The Student’s Romance (1935), który otrzymał nominację do nagrody Puchar Mussoliniego, dla najlepszego zagranicznego filmu na Międzynarodowym Festiwalu Filmowym w Wenecji. W lipcu 1935 roku Grete Natzler wyemigrowała do Stanów Zjednoczonych i podpisała kontrakt z wytwórnią MGM. W 1937 roku bez powodzenia ubiegała się o główną rolę w filmie The Last Gangster. Przed końcem roku dostała główną rolę kobiecą w komediowym filmie Flip i Flap: Alpejskie osły, gdzie wystąpiła u boku Stana Laurela i Olivera Hardyego. W filmie tym wystąpiła pod pseudonimem Della Lind. Pod takim samym nazwiskiem występowała później w broadwayowskich musicalach, m.in. w The Streets of Paris, Song Without Words, Music at My Heart i The Lady From Paris.
Była żoną kompozytora Franza Steiningera (1906–1974).

## Wybrane role
- 1929: Vater Radetzky
- 1930: Wien, du Stadt der Lieder
- 1930: Der keusche Joseph
- 1930: Dolly macht Karriere
- 1930: Die Fremde
- 1930: Ich heirate meinen Mann
- 1931: Tänzerinnen für Süd-Amerika gesucht
- 1931: Der Herzog von Reichstadt
- 1931: Der verjüngte Adolar
- 1931: Strohwitwer
- 1932: Eine Nacht im Paradies
- 1932: Melodie der Liebe
- 1933: Going Gay
- 1933: The Scotland Yard Mystery
- 1935: The Student’s Romance
- 1938: Flip i Flap: Alpejskie osły, org. tytuł: Swiss Miss